# Talbrücke Sechshelden
Die Talbrücke Sechshelden ist eine 937 Meter lange Brücke der Bundesautobahn 45 in Sechshelden, einem Ortsteil von Haiger im Lahn-Dill-Kreis, stehend.
Das Bauwerk liegt zwischen den Autobahnanschlüssen Haiger-Burbach und Dillenburg. Es überspannt östlich von Haiger in einer Höhe von maximal 25 m mit 19 Feldern das Tal der Dill, einem Zufluss der Lahn, sowie die Bahnstrecke von Haiger nach Dillenburg, die Bundesstraße 277 von Haiger nach Dillenburg und Gemeindestraßen von Sechshelden.
Die Autobahn ist im Verlauf der Brücke im Grundriss s-förmig gekrümmt. Hergestellt wurde die Überführung mit zwei getrennten Überbauten für die Richtungsfahrbahnen zwischen den Jahren 1966 und 1968 mit Baukosten von ungefähr 18 Millionen DM. Eine 2010 begonnene und bis 2012 dauernde Notinstandsetzung der Talbrücke Sechshelden soll den Zeitraum bis zum geplanten Ersatzneubau überbrücken. Hierzu werden knapp 17 Millionen Euro investiert.
Am 16. April 2024 wurde der Startschuss für den dreispurigen Neubau der Brücke gegeben, die Kosten dafür sollen bei 177 Millionen Euro liegen.

## Gründung und Unterbauten
Die Widerlager und Pfeiler sind flachgegründet. Die maximal 22 m hohen Pfeiler sind aus Stahlbeton und haben einen kreisförmigen Vollquerschnitt. Die 74 Stützen sind im Regelfall zu viert in einer Lagerachse angeordnet.

## Überbauten
Die beiden nebeneinanderliegenden Überbauten der Spannbetonbrücke haben als Bauwerkssystem in Längsrichtung den Durchlaufträger und sind mit einer Dehnfuge in zwei unabhängige Abschnitte unterteilt. An der Fuge stehen Doppelstützen. Die Konstruktionshöhe beträgt in den Regelfeldern konstant 2,8 m. In Querrichtung sind die Überbauten als zweistegige Plattenbalkenquerschnitte ausgebildet. Die Vorspannung besteht in Längsrichtung aus internen Spanngliedern.
Die Stützweiten betragen für den 10-feldrigen westlichen Brückenabschnitt 61,8 m + 9 × 47,65 m. Die Pfeilerachsen an der Dehnfuge sind 5,6 m voneinander entfernt. Der folgende Überbau der Richtungsfahrbahn Siegen hat neun Felder mit den Stützweiten 4 × 47,65 m + 31,65 m + 72,6 m + 52,0 m + 43,0 m + 54,0 m. Der parallele Überbau der Richtungsfahrbahn Gießen besitzt ein Feld weniger und ist 31,65 m kürzer.

## Ausführung
Die Überbauten wurden abschnittsweise mit einer Vorschubrüstung hergestellt. Die Vorschubrüstung war auf Stütztürmen, an den Pfeilern sowie einmal im Feld zwischen den Pfeiler stehend, gelagert.

## Instandsetzung
Zwischen 2010 und 2013 wird aufgrund von Tragfähigkeitsdefiziten eine Notinstandsetzungsmaßnahme bei etwa 17,1 Millionen Euro Kosten für eine Restlebensdauer der Brücke von neun Jahren durchgeführt. Dabei wird unter anderem der Überbau durch den Einbau von zusätzlichen Quer- und Längsspanngliedern verstärkt. Bei den Arbeiten löste sich am 10. Mai 2011 ein im Herbst 2010 hergestellter Ankerblock für die neuen Spannglieder und beschädigte die Oberleitung der Dillstrecke. Die Bahnstrecke und Autobahn mussten gesperrt werden.

## Bürgerinitiative fordert Brückenverlegung
Die im August 2010 gegründete Bürgerinitiative MuT (Menschen unter der Talbrücke) widersetzt sich unter anderem den Planungen, die neue Brücke an Ort und Stelle zu ersetzen. Eine Brückenverlegung schloss allerdings der damalige hessische Minister für Wirtschaft Dieter Posch aus. Dennoch hat der Magistrat der Stadt Haiger am 28. September 2011 eine Machbarkeitsstudie in Auftrag gegeben, die eine alternative Streckenführung prüfen soll. Nach Auskunft des Ministeriums in Wiesbaden könne nur eine solche Studie eine Planungsänderung bewirken.
Die Alternativtrasse könnte (von Siegen kommend) über den Rasenfußballplatz, die Dill und die B 277 führen. Von dort müsste ein etwa 400 Meter langer Tunnel bis in die Nähe der Autobahn-Anschlussstelle Dillenburg errichtet werden, um die neue Strecke wieder an die alte anzuschließen. Die Anschlussstelle würde um einige hundert Meter in Richtung Dillenburg verlegt. Da diese Variante jedoch Mehrkosten in Höhe von etwa 50 Mio. € bedeutet, besteht das Bundesministerium für Verkehr auf die Ausführung des Ersatzneubaus an Ort und Stelle.